# Circolo Nautico Posillipo

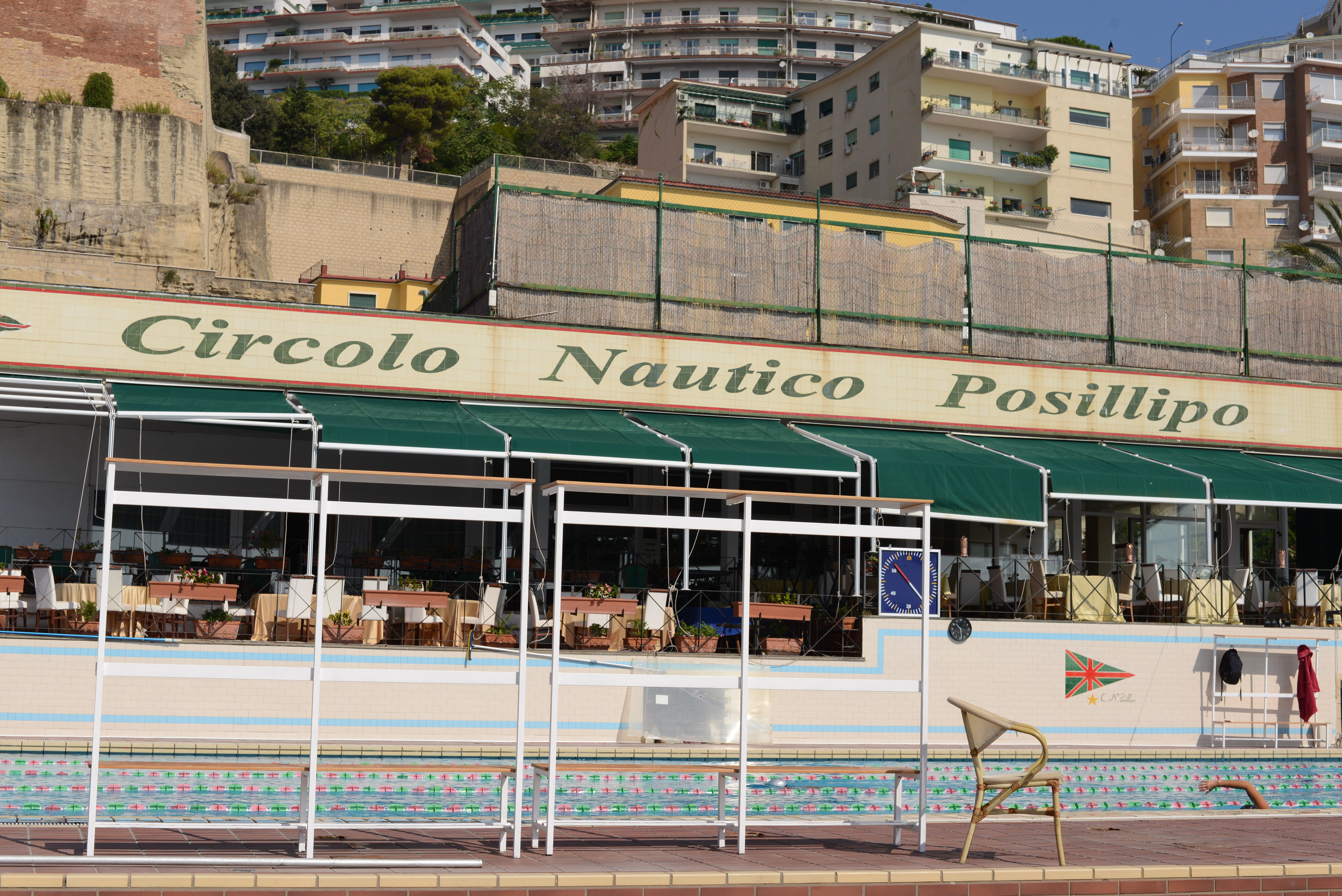
El Circolo Náutico Posillipo, en Napoles

El Circolo Náutico Posillipo, más conocido como Posillipo, es un club italiano de waterpolo, aunque en él se practican también otras disciplinas (canoa, tenis, esgrima, vela, triatlón). El club tiene su sede en la ciudad de Nápoles (Italia) y toma su nombre del barrio napolitano de Posillipo.

## Palmarés
- 11 veces campeón del campeonato de Italia de waterpolo masculino (1984-85, 1985-86, 1987-88, 1988-89, 1992-93, 1993-94, 1994-95, 1995-96, 1999-00, 2000-01, 2003-04)
- 1 vez campeón de la copa de Italia de waterpolo masculino (1986-87)
- 1 vez campeón de la supercopa de Europa de waterpolo masculino (2005)
- 2 veces campeón de la recopa de Europa de waterpolo masculino (1987-88, 2002-03)
- 3 veces campeón de la copa de Europa de waterpolo masculino (1996-97, 1997-98, 2004-05)
- 1 vez campeón de la LEN Euro Cup (2015)